# 유동식

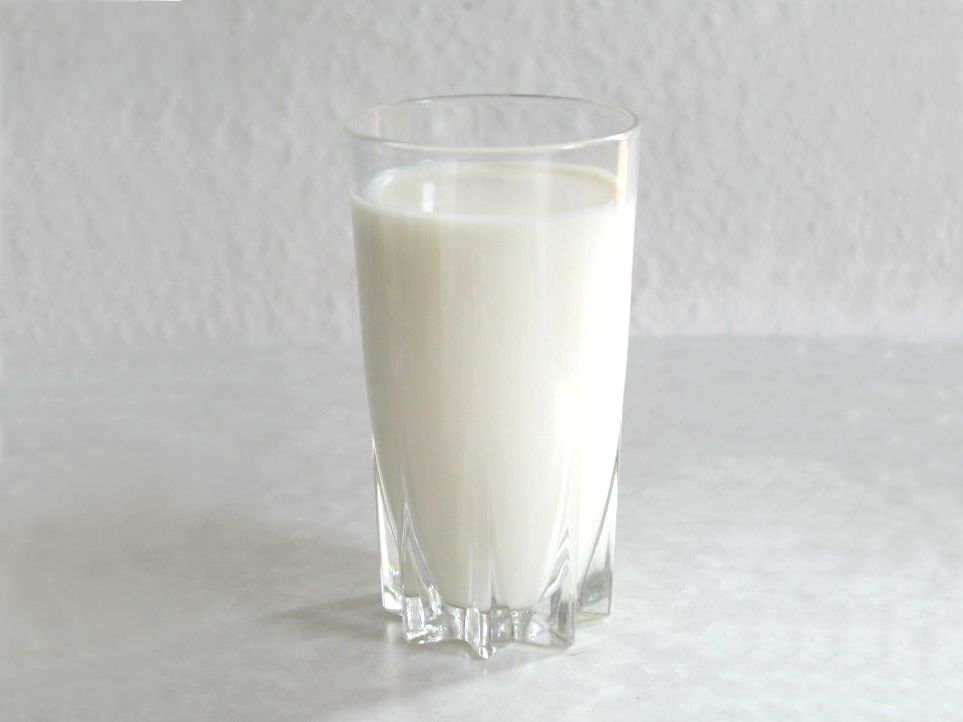
유동식의 하나로 간주되는 우유

유동식(流動食)은 대부분 유체로 구성된 음식 또는 실온에서 녹는 부드러운 식단을 가리킨다.
유동식에는 맑은 유동식과 전유동식이 있다. 맑은 유동식은 위독한 환자나 수술 직후의 환자에게 수분을 공급하기 위한 식사로, 끓여서 식힌 물이나 연한 보리차를 조금 마시게 한다. 전유동식은 미음식이라고도 하며, 맑은 유동식에서 연식으로 옮겨 가는 중간 단계의 식사이다. 구강·인후·식도 등에 장애가 있는 환자나 소화 기능이 매우 약화된 환자에게 먹이는 음식으로 미음·수프·달걀 반숙·우유 등이 있다.